# Ella es azul
Ella es Azul es un álbum editado en Japón de la banda musical Volován que viene con bonus tracks basado a su primer disco homónimo.

## Canciones
1. Flor Primaveral-[3:30]
2. Ella Es Azul-[3:26]
3. Violines-[3:21]
4. En Tus Ojos (Bonus Track For Japan Only)-[2:46]
5. No Quieres Venir-[3:31]
6. Papillón (Instrumental)-[2:43]
7. Invencible-[3:13]
8. En Mi Cielo-[3:54]
9. Panqué (Instrumental)-[1:32]
10. Me Vas Dejando-[3:56]
11. Paloma (Bonus Track For Japan Only)-[3:45]
12. Lindo-[2:34]
13. Here She Comes (Bonus Track For Japan Only)-[4:06]
14. Blanca-[10:25]

- Datos: Q5829738